# 31 januari
31 januari is de 31ste dag van het jaar in de gregoriaanse kalender. Hierna volgen nog 334 dagen (335 dagen in een schrikkeljaar) tot het einde van het jaar.

## Gebeurtenissen
- Algemeen
  - 1991 - De schrijver Richard Klinkhamer vermoordt zijn vrouw Hannie Godfrinon.
  - 1994 - Het Liceu, de opera van Barcelona, wordt door brand verwoest.
  - 1995 - Een kwart miljoen Nederlanders moeten hun huis verlaten omdat de Maas, de Waal en de IJssel buiten hun oevers dreigen te treden.
  - 2001 - Een van de Libische verdachten van de aanslag in 1988 op een Boeing boven Lockerbie wordt schuldig bevonden aan moord, de andere wordt vrijgesproken.
  - 2013 - Bij een explosie in de wolkenkrabber Torre Ejecutiva Pemex, het hoofdkantoor van het Mexicaanse staatsoliebedrijf Petróleos Mexicanos, vallen 36 doden en meer dan 120 gewonden.
  - 2013 - Door een botsing tussen twee treinen raken in Zuid-Afrika ongeveer driehonderd mensen gewond. Een volle passagierstrein botste in de ochtendspits in de buurt van Pretoria op een stilstaande trein.
  - 2020 - Het Verenigd Koninkrijk verlaat de Europese Unie om 23:00 uur Britse tijd.

- Bouwkunst en architectuur
  - 1977 - President Giscard d'Estaing opent het Centre Pompidou in Parijs.

- Economie
  - 1990 - De eerste McDonald's in Rusland wordt geopend in Moskou.
  - 2020 - Het postbedrijf Sandd bezorgt voor het laatst post in Nederland.

- Media
  - 1974 - De Nederlandse draadomroep ('radiodistributie') wordt opgeheven.
  - 1995 - KanaalTwee start met uitzenden in België.[1]
  - 2024 - PowNed zendt op NPO 3 de eerste aflevering van het vijfde seizoen van het televisieprogramma De gevaarlijkste wegen van de wereld uit.[2]
  - 2024 - Eddy Keur ontvangt De Nachtwacht Award 2024 voor het beste nachtelijke radioprogramma van Nederland.[3]
  - 2024 - BNNVARA zendt op NPO 3 de eerste aflevering van het nieuwe seizoen van het televisieprogramma Je zal het maar hebben uit. De presentatie is in handen van Emma Wortelboer.[4]
  - 2024 - NTR zendt op NPO 1 de eerste aflevering van het televisieprogramma Het verhaal van de Oranjes uit. De reeks die het vervolg is van Het verhaal van Nederland wordt gepresenteerd door Daan Schuurmans.[5]
  - 2025 - Afscheid van de twee iconen Philip Freriks en Maarten van Rossem in de jubileumseizoen De slimste van de slimste van De slimste mens. Frank Heinen won de finale.
- Oorlog
  - 1915 - Duitsland zet tijdens de Eerste Wereldoorlog voor het eerst gifgas in, in Polen tegen de Russen.

- Politiek
  - 1876 - De regering van de Verenigde Staten dwingt alle indianen in reservaten te gaan wonen.
  - 1891 - In Porto vindt de Revolte van 31 januari 1891 plaats, een mislukte poging om de monarchie in Portugal ten val te brengen en een republiek op te richten.
  - 1929 - Leon Trotski wordt verbannen uit de Sovjet-Unie.
  - 1968 - Het Oceanische eiland Nauru wordt onafhankelijk van Australië (Oceanië).
  - 2009 - De gematigde islamistische oppositieleider Sharif Sheikh Ahmed wordt door het parlement van Somalië verkozen tot nieuwe president van het Oost-Afrikaanse land.

- Religie
  - 1560 - Paus Pius IV creëert drie nieuwe kardinalen, onder wie zijn neef, de in 1610 heilig verklaarde Carolus Borromeus.
  - 1985 - Benoeming van Johannes ter Schure tot bisschop van Bisdom 's-Hertogenbosch.

- Sport
  - 2016 - De Servische tennisser Novak Djokovic wint voor de zesde keer de Australian Open. Hij verslaat in drie sets de Schot Andy Murray.[6]
  - 2021 - De Nederlandse schaker Jorden van Foreest wint het Tata Steel-toernooi.[7]
  - 2021 - De Nederlandse veldrijder Mathieu van der Poel wordt in Oostende (België) voor de derde keer op rij wereldkampioen. De Belgen Wout van Aert en Toon Aerts leggen beslag op de tweede en derde plaats.[8]
  - 2024 - De Alternatieve Elfstedentocht op de Weissensee in Oostenrijk wordt bij de mannen gewonnen door Christian Haasjes en Tessa Snoek is het snelste in de massasprint bij de vrouwen.[9]

- Wetenschap en technologie
  - 1854 - Het Koninklijk Nederlands Meteorologisch Instituut (KNMI) wordt opgericht. Christophorus Buys Ballot is de eerste hoofddirecteur.
  - 1961 - De Verenigde Staten lanceert haar eerste ruimtevaarder: de chimpansee Ham.[10]
  - 1966 - Lancering van Loena 9, de eerste maanlander.
  - 2023 - De periodieke komeet 96P/Machholz bereikt het perihelium van zijn baan rond de zon tijdens deze verschijning. De komeet bereikt ook het punt dat het dichtst bij de Aarde ligt.[11]
  - 2023 - De inmiddels gepensioneerde astronauten Bob Behnken en Doug Hurley van NASA ontvangen van de Amerikaanse vicepresident Kamala Harris de Congressional Space Medal of Honor voor hun getoonde moed als bemanningsleden van de Demo-2 missie, de eerste bemande missie van SpaceX naar het ISS.[12][13]
  - 2023 - Lancering van een Falcon 9 raket van SpaceX vanaf Vandenberg Space Force Base SLC-4E voor de Starlink group 2-6 & ION SCV009 missie met 49 Starlink satellieten en ION SCV009 Eclectic Elena een ruimtevaartuig van D-Orbit dat kleine satellieten kan lanceren. Er is geen informatie bekend over de aanwezige satellieten.[14][15]
  - 2023 - De periodieke komeet C/2022 Q2 (ATLAS) bereikt het perihelium van zijn baan rond de zon tijdens deze verschijning.[16]
  - 2024 - Lancering van een Electron raket van Rocket Lab vanaf LC-1B op het Māhia schiereiland in Nieuw-Zeeland voor de Four Of A Kind missie met vier Skylark satellieten van Spire die alle omloopbanen nabij de Aarde observeren om de kennis van de ruimtelijke situatie te verbeteren.[17]

## Geboren

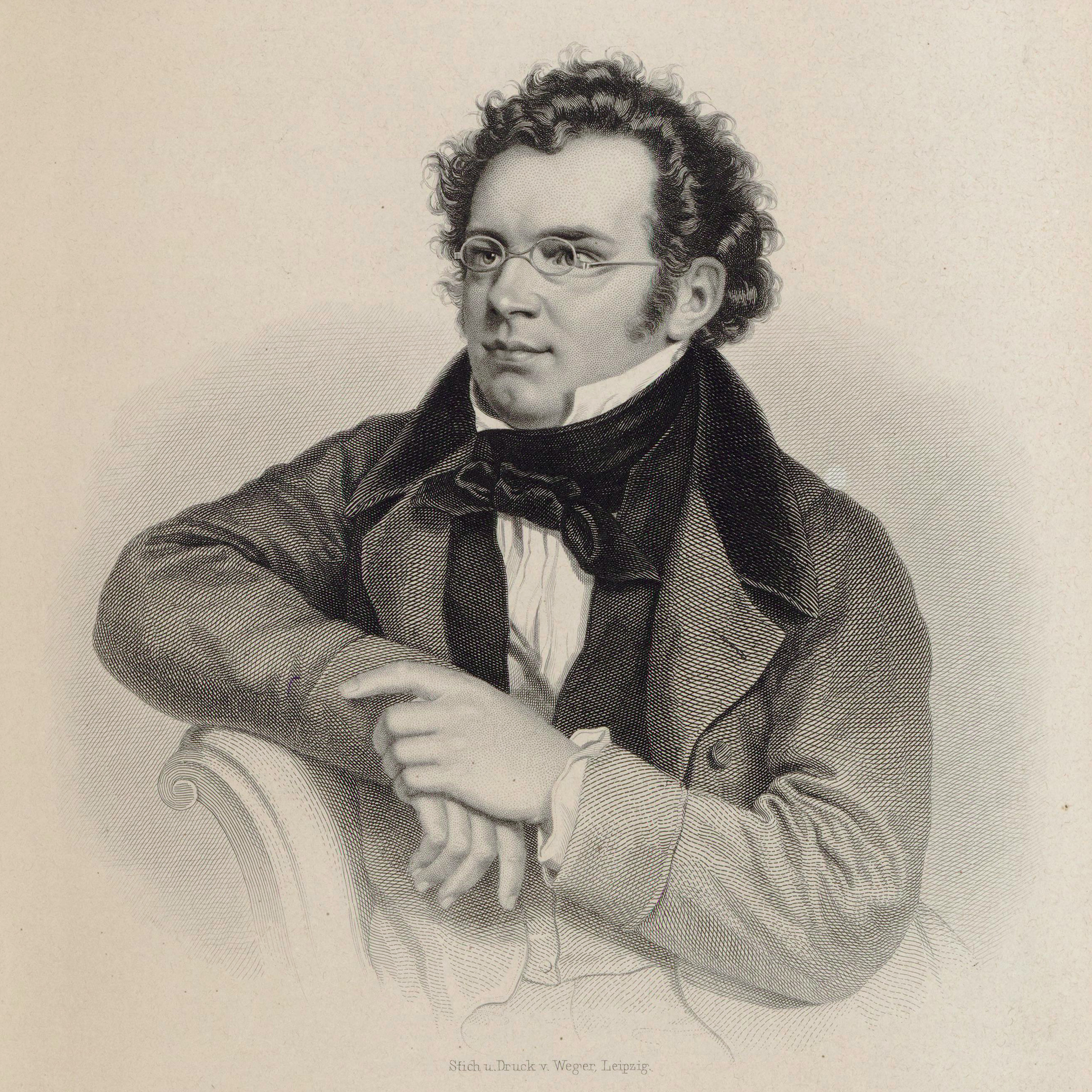
Franz Schubert
geboren in 1797

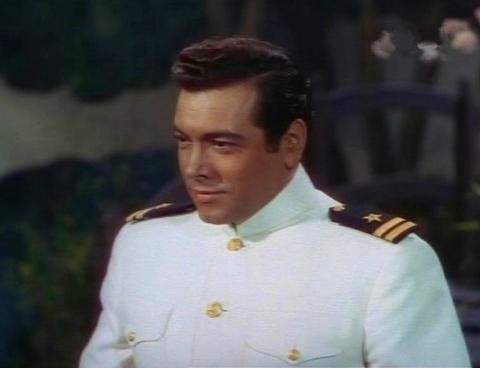
Mario Lanza
geboren in 1921

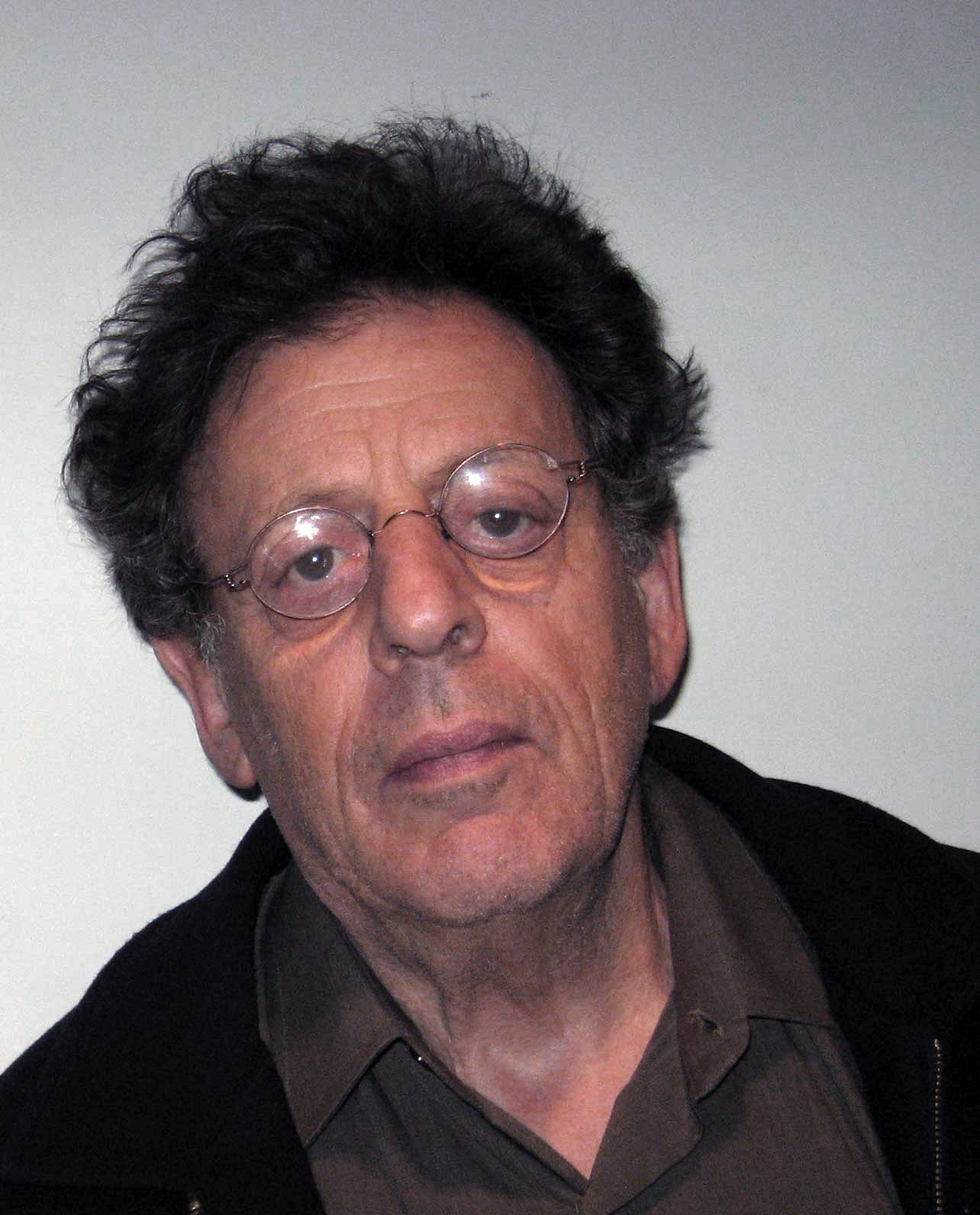
Philip Glass
geboren in 1937

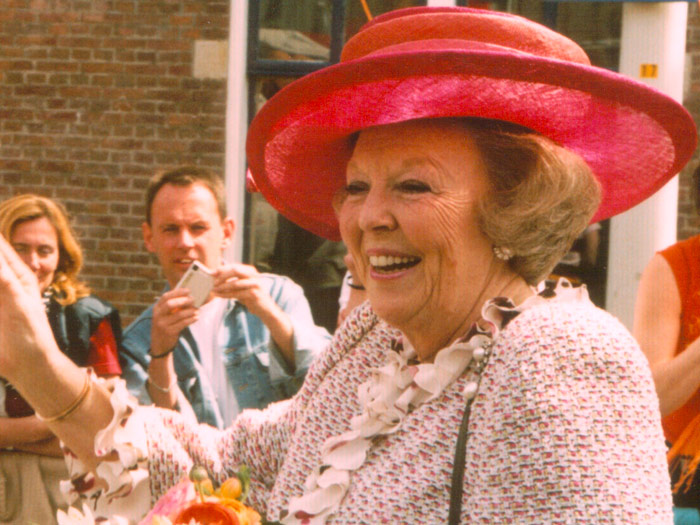
Prinses Beatrix
geboren in 1938

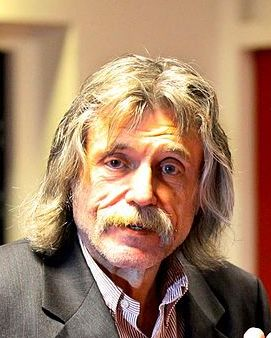
Johan Derksen
geboren in 1949

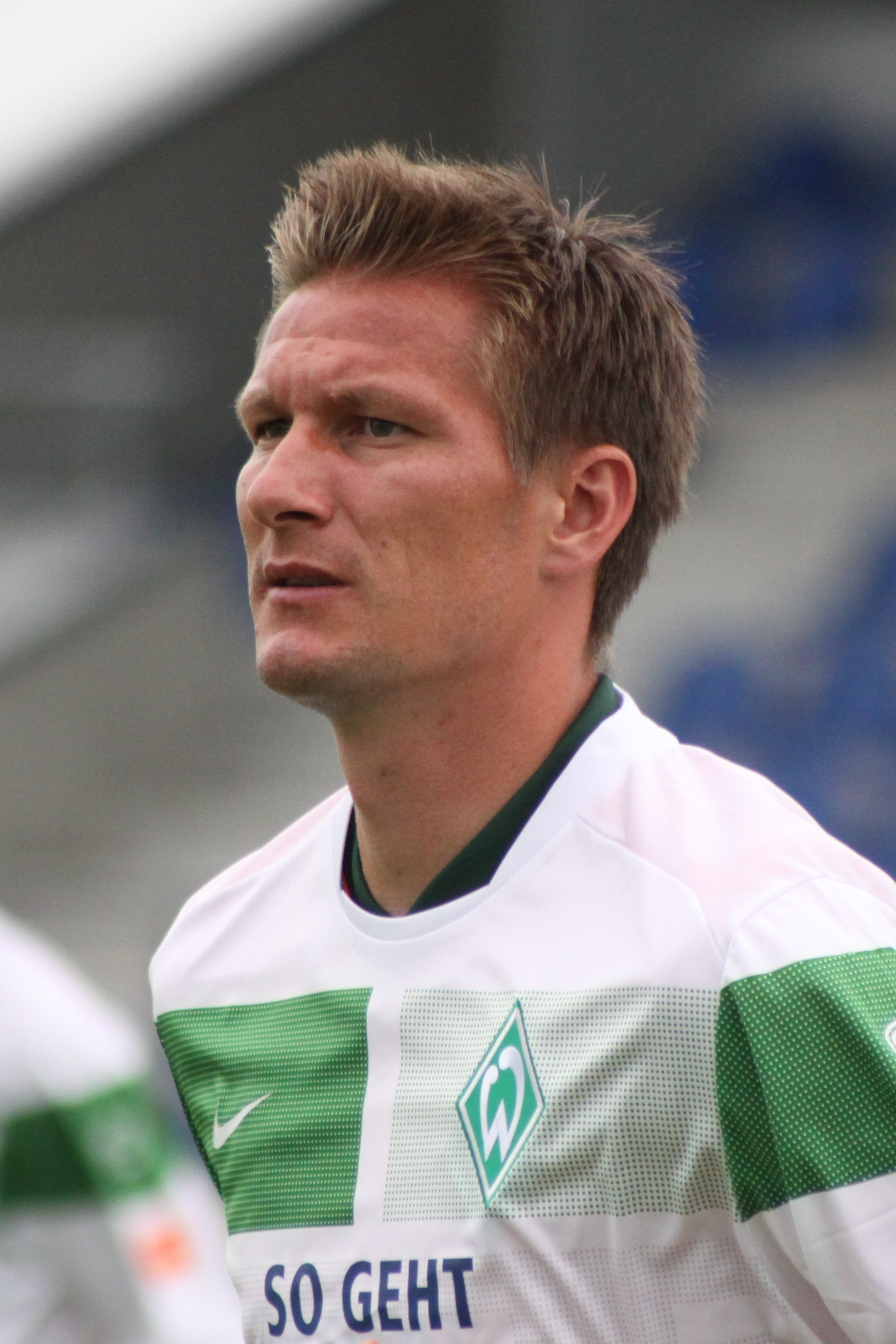
Jurica Vranješ,
geboren in 1980

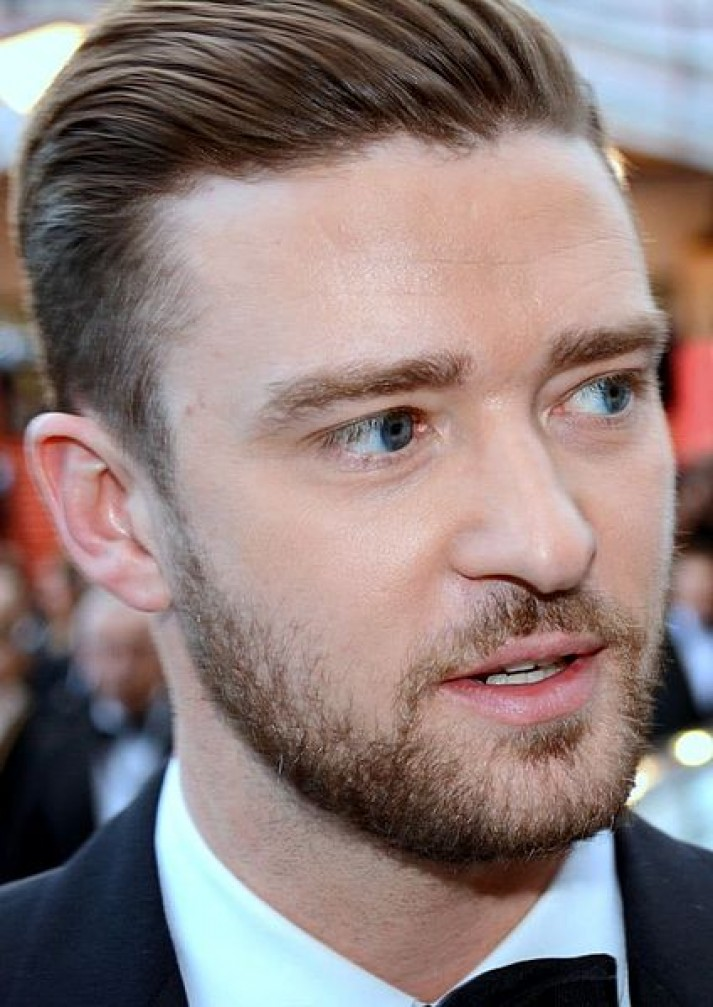
Justin Timberlake,
geboren in 1981

- 36 v.Chr. - Antonia de Jongere, keizerin en moeder van Claudius (overleden 37 n.Chr.)
- 1512 - Hendrik van Portugal, kardinaal en koning van Portugal (overleden 1580)
- 1543 - Tokugawa Ieyasu, Japans shogun-leider (overleden 1616)
- 1673 - Louis-Marie Grignion de Montfort, Frans katholiek priester, ordestichter en heilige (overleden 1716)
- 1759 - François Devienne, Frans componist en fluitist (overleden 1803)
- 1795 - Gabriele Ferretti, Italiaans kardinaal-staatssecretaris (overleden 1860)
- 1797 - Franz Schubert, Oostenrijks componist (overleden 1828)
- 1802 - Jan van Speijk, Nederlands kanonneerbootcommandant (overleden 1831)
- 1813 - Samuel Sarphati, Nederlands arts (overleden 1866)
- 1813 - Agostino Depretis, Italiaans politicus (overleden 1887)
- 1827 - Théophile Bureau, Belgisch hoogleraar (overleden 1884)
- 1835 - Gustave Rolin-Jaequemyns, Belgisch jurist, diplomaat en politicus (overleden 1902)
- 1863 - Richard Constant Boer, Nederlands (Oud)Germanist, met als specialiteit oud-Noors (overleden 1929)
- 1865 - Henri Desgrange, Frans sportorganisator (overleden 1940)
- 1869 - Henri Carton de Wiart, Belgisch politicus (overleden 1951)
- 1873 - Melitta Bentz, Duits uitvindster van het koffiefilter (overleden 1950)
- 1875 - Charles van Wijk, Nederlands beeldhouwer (overleden 1917)
- 1876 - Pedro Abad Santos, Filipijns arbeidersleider en afgevaardigde (overleden 1945)
- 1881 - Irving Langmuir, Amerikaans fysicus en chemicus, Nobelprijswinnaar (overleden 1957)
- 1883 - Oskar von Hindenburg, Duits generaal (overleden 1960)
- 1884 - Theodor Heuss, Duits politicus (eerste president van de Bondsrepubliek Duitsland) (overleden 1963)
- 1884 - Gerrit van Poelje, Nederlands ambtenaar en bestuurskundige (overleden 1976)
- 1901 - Marie Luise Kaschnitz, Duits schrijfster (overleden 1974)
- 1902 - Tallulah Bankhead, Amerikaans actrice (overleden 1968)
- 1902 - Alva Myrdal, Zweeds diplomate, politica en schrijfster (overleden 1986)
- 1902 - Willy Spühler, Zwitsers politicus (overleden 1990)
- 1902 - Julian Steward, Amerikaans antropoloog (overleden 1972)
- 1903 - Tallulah Bankhead, Amerikaans actrice (overleden 1968)
- 1904 - Leon Jungschläger, Nederlands zeeman en militair (overleden 1956)
- 1905 - Anna Blaman, Nederlands prozaïste (overleden 1960)
- 1907 - Maurice Seynaeve, Belgisch veldrijder (overleden 1998)
- 1908 - Bill Cantrell, Amerikaans autocoureur (overleden 1996)
- 1912 - Bauke Roolvink, Nederlands politicus (overleden 1979)
- 1914 - André Ramseyer, Zwitsers beeldhouwer (overleden 2007)
- 1915 - Alan Lomax, Amerikaans folklorist en musicoloog (overleden 2002)
- 1920 - Pedro Bantigue, Filipijns rooms-katholieke geestelijk (overleden 2012)
- 1920 - Bert Williams, Engels voetballer (overleden 2014)
- 1921 - Carol Channing, Amerikaans actrice/comédienne (overleden 2019)
- 1921 - Mario Lanza, Amerikaans tenor (overleden 1959)
- 1922 - Alfred Kossmann, Nederlands schrijver (overleden 1998)
- 1922 - Ernst Heinrich Kossmann, Nederlands historicus (overleden 2003)
- 1923 - Norman Mailer, Amerikaans schrijver en journalist (overleden 2007)
- 1925 - Micheline Lannoy, Belgisch kunstrijdster (overleden 2023)
- 1926 - Johannes Joachim Degenhardt, Duits kardinaal-aartsbisschop van Paderborn (overleden 2002)
- 1927 - Werner Leich, Duits evangelisch bisschop (overleden 2022)
- 1927 - Lorraine Warren, Amerikaans paranormale onderzoeker en auteur (overleden 2019)
- 1929 - Rudolf Mössbauer, Duits natuurkundige en Nobelprijswinnaar (overleden 2011)
- 1929 - Bertus Mulder, Nederlands architect en schrijver (overleden 2024)
- 1929 - Jean Simmons, Engels-Amerikaans actrice (overleden 2010)
- 1930 - Jo Bonnier, Zweeds autocoureur (overleden 1972)
- 1930 - Joop Dikmans, Nederlands clown en acteur (overleden 2022)
- 1931 - Hansjörg Felmy, Duits acteur (overleden 2007)
- 1931 - Leen Vleggeert, Nederlands politicus (overleden 2014)
- 1932 - Ralph Gubbins, Engels voetballer (overleden 2011)
- 1932 - Rick Hall, Amerikaans muziekproducent (overleden 2018)
- 1932 - Leon Wecke, Nederlands polemoloog (overleden 2015)
- 1933 - Joseph Early, Amerikaans politicus (overleden 2012)
- 1933 - Bernardo Provenzano, Italiaans maffiabaas (overleden 2016)
- 1933 - Ruedi Rymann, Zwitsers volkszanger en jodelaar (overleden 2008)
- 1934 - Ernesto Brambilla, Italiaans autocoureur (overleden 2020)
- 1934 - Ari Stolk, Nederlands kunstschilder en tekenaar (overleden 2017)
- 1935 - Lev Medvedev, Russisch entomoloog
- 1935 - Kenzaburo Oë, Japans schrijver en Nobelprijswinnaar (overleden 2023)
- 1935 - Guy Ullens de Schooten Whettnall, Belgisch ondernemer (overleden 2025)
- 1937 - Philip Glass, Amerikaans componist
- 1937 - Suzanne Pleshette, Amerikaans actrice (overleden 2008)
- 1937 - Mieke Verheyden, Belgisch actrice (overleden 2011)
- 1938 - Prinses Beatrix, koningin der Nederlanden (1980-2013), prinses der Nederlanden
- 1938 - Lous Haasdijk, Nederlands nieuwslezeres (overleden 2010)
- 1938 - Motiullah Khan, Pakistaans hockeyer (overleden 2022)
- 1940 - Werner Franke, Duits bioloog (overleden 2022)
- 1941 - Dick Gephardt, Amerikaans politicus
- 1941 - Jessica Walter, Amerikaans actrice (overleden 2021)
- 1943 - Marcel Chappin, Nederlands priester, theoloog en kerkhistoricus (overleden 2021)
- 1943 - Peter McRobbie, Schots Amerikaans acteur
- 1944 - Ivo Opstelten, Nederlands politicus en bestuurder
- 1947 - Bernard Guignedoux, Frans voetballer en voetbaltrainer (overleden 2021)
- 1947 - Emiel Ravijts, Belgisch acteur (overleden 2021)
- 1948 - Joyce Silveira Palhano de Jesus (alias Joyce Moreno), Braziliaans zangeres, gitarist en songwriter
- 1948 - Per Bjørang, Noors schaatser
- 1948 - Volkmar Groß, Duits voetbaldoelman (overleden 2014)
- 1949 - Johan Derksen, Nederlands voetballer en sportjournalist
- 1949 - Juan Francisco Escobar, Paraguayaans voetbalscheidsrechter
- 1950 - Robert Grubb, Australisch acteur
- 1950 - Sijtje van der Lende, Nederlands schaatsster
- 1950 - Wilfried Wesemael, Belgisch wielrenner
- 1951 - Dave Benton, Arubaans-Estisch zanger
- 1951 - Harry Wayne Casey, Amerikaans muzikant
- 1951 - Phil Manzanera, Brits gitarist
- 1952 - Ulrike Apel-Haefs, Duits politica (overleden 2009)
- 1953 - Nodar Chizanisjvili, Sovjet-Georgisch voetballer
- 1954 - Mauro Baldi, Italiaans autocoureur
- 1954 - Ad Vandenberg, Nederlands gitarist
- 1954 - Martin Veerman, Nederlands muzikant (overleden 2013)
- 1956 - Jo Lemaire, Belgisch zangeres
- 1956 - John Lydon (Johnny Rotten), Brits zanger
- 1956 - Stefan Majewski, Pools voetballer en voetbalcoach
- 1957 - Shirley Babashoff, Amerikaans zwemster
- 1957 - Gonny van Oudenallen, Nederlands producer, presentatrice, ondernemer en politica
- 1959 - Michael Allen, Amerikaans golfer
- 1959 - Yvonne Valkenburg, Nederlands actrice
- 1960 - George Benjamin, Engels componist, dirigent en componist
- 1961 - Fatou Bensouda, Gambiaans juriste
- 1961 - Peter-Paul Pigmans, Nederlands hardcoreproducent en live-dj (overleden 2003)
- 1962 - Stephen Keshi, Nigeriaans voetballer en voetbalcoach (overleden 2016)
- 1963 - Brian Keith Adams, Amerikaans worstelaar (overleden 2007)
- 1963 - John Dye, Amerikaans acteur (overleden 2011)
- 1964 - Jeff Hanneman, Amerikaans (metal)gitarist (Slayer) (overleden 2013)
- 1965 - René Trost, Nederlands voetballer en voetbalcoach
- 1966 - Rolf Järmann, Zwitsers wielrenner
- 1966 - JJ Lehto, Fins autocoureur
- 1966 - Luís Antônio Corrêa da Costa (Müller), Braziliaans voetballer
- 1967 - Chad Channing, Amerikaans drummer
- 1968 - John Collins, Schots voetballer en voetbalcoach
- 1968 - Victor Feddersen, Deens roeier
- 1968 - Patrick Stevens, Belgisch atleet
- 1968 - Saidali Yuldashev, Oezbeeks schaker
- 1970 - Minnie Driver, Engels actrice
- 1970 - Margriet van der Linden, Nederlands journaliste, presentatrice en feministe
- 1971 - Sylvana Simons, Nederlands televisiepresentatrice
- 1972 - Reinier Robbemond, Nederlands voetballer
- 1973 - Portia de Rossi, Australisch actrice
- 1975 - Roy Harald Fyllingen, Noors schaker
- 1975 - Walter Pérez, Argentijns wielrenner
- 1975 - Koert Walraven, Nederlands radioproducer
- 1976 - Traianos Dellas, Grieks voetballer
- 1977 - Elvan Akyıldız, Nederlands-Turks actrice, presentatrice en cabaretière
- 1977 - Torri Edwards, Amerikaans atlete
- 1977 - Sergei Pareiko, Estisch voetballer
- 1977 - Kerry Washington, Amerikaans actrice
- 1978 - Marichelle de Jong, Nederlands boksster
- 1978 - Andreas Oggenfuss, Zwitsers atleet
- 1979 - Felix Sturm, Bosnisch-Duits bokser
- 1979 - Daniel Tammet, Engels autist, savant en auteur
- 1979 - Jenny Wolf, Duits schaatsster
- 1980 - Sergej Fedorovstev, Russisch roeier
- 1980 - April Lee Hernández, Amerikaans actrice
- 1980 - K-Maro, Libanees Canadees zanger
- 1980 - Koen Raymaekers, Nederlands atleet
- 1980 - Jurica Vranješ, Kroatisch voetballer
- 1980 - Clarissa Ward, Amerikaans journaliste, internationaal correspondente bij CNN
- 1981 - André Hanssen, Noors voetballer
- 1981 - Marnix Kolder, Nederlands voetballer
- 1981 - Danilo Napolitano, Italiaans wielrenner
- 1981 - Joelia Natsjalova, Russisch zangeres en televisiepresentatrice (overleden 2019)
- 1981 - Justin Timberlake, Amerikaans zanger
- 1982 - Elena Paparizou, Zweeds-Grieks zangeres
- 1983 - Aaron Cleare, Bahamaans atleet
- 1983 - Fabio Quagliarella, Italiaans voetballer
- 1983 - Tom Vangeneugden, Belgisch zwemmer
- 1984 - Jonathan Lardot, Belgisch voetbalscheidsrechter
- 1984 - Alessandro Rosina, Italiaans voetballer
- 1984 - Mohamed Tchité, Belgisch-Congolees voetballer
- 1984 - Jeremy Wariner, Amerikaans atleet
- 1985 - Grégory Baugé, Frans baanwielrenner
- 1985 - Kalomira, Grieks-Amerikaans zangeres
- 1986 - Bregje Crolla, Nederlands atlete
- 1986 - Walter Dix, Amerikaans atleet
- 1986 - Yves Makabu-Makalambay, Belgisch voetballer
- 1987 - Musa Sinan Yılmazer, Turks voetballer
- 1988 - Bernard Koech, Keniaans atleet
- 1988 - Gregory Nelson, Nederlands voetballer
- 1988 - Gert Trasha, Albanees gewichtheffer
- 1989 - Pauline van Nies, Nederlands schaakster
- 1990 - Félix Denayer, Belgisch hockeyer
- 1991 - Tim Mastnak, Sloveens snowboarder
- 1992 - Dico Koppers, Nederlands voetballer
- 1992 - Aleksandr Loginov, Russisch biatleet
- 1992 - Colby Minifie, Amerikaans actrice
- 1994 - Dominik Kohr, Duits voetballer
- 1994 - Silke Lippok, Duits zwemster
- 1995 - Nina Sublatti, Georgisch zangeres
- 1996 - Master KG, Zuid-Afrikaans muziekproducent
- 1997 - Donte DiVincenzo, Amerikaans basketballer
- 1998 - Nicolás Dapero, Argentijns autocoureur
- 1998 - Usheoritse Itsekiri, Nigeriaans atleet
- 1998 - Bradie Tennell, Amerikaans kunstschaatsster
- 1998 - Chris Willock, Engels voetballer
- 2000 - Lukáš Kubiš, Slowaaks wielrenner
- 2002 - Luke Browning, Brits autocoureur
- 2002 - Giovanni Manson Ribeiro, Braziliaans voetballer
- 2003 - Brooke Monk, Amerikaans influencer
- 2004 - Djaoui Cissé, Frans-Malinees voetballer
- 2006 - Sára Bejlek, Tsjechisch tennisspeelster
- 2006 - Amira Dahl, Duits-Indonesisch voetbalster

## Overleden

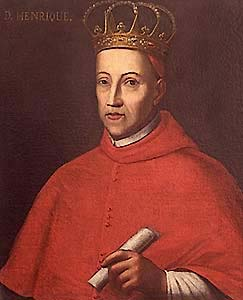
Hendrik van Portugal
overleden in 1580

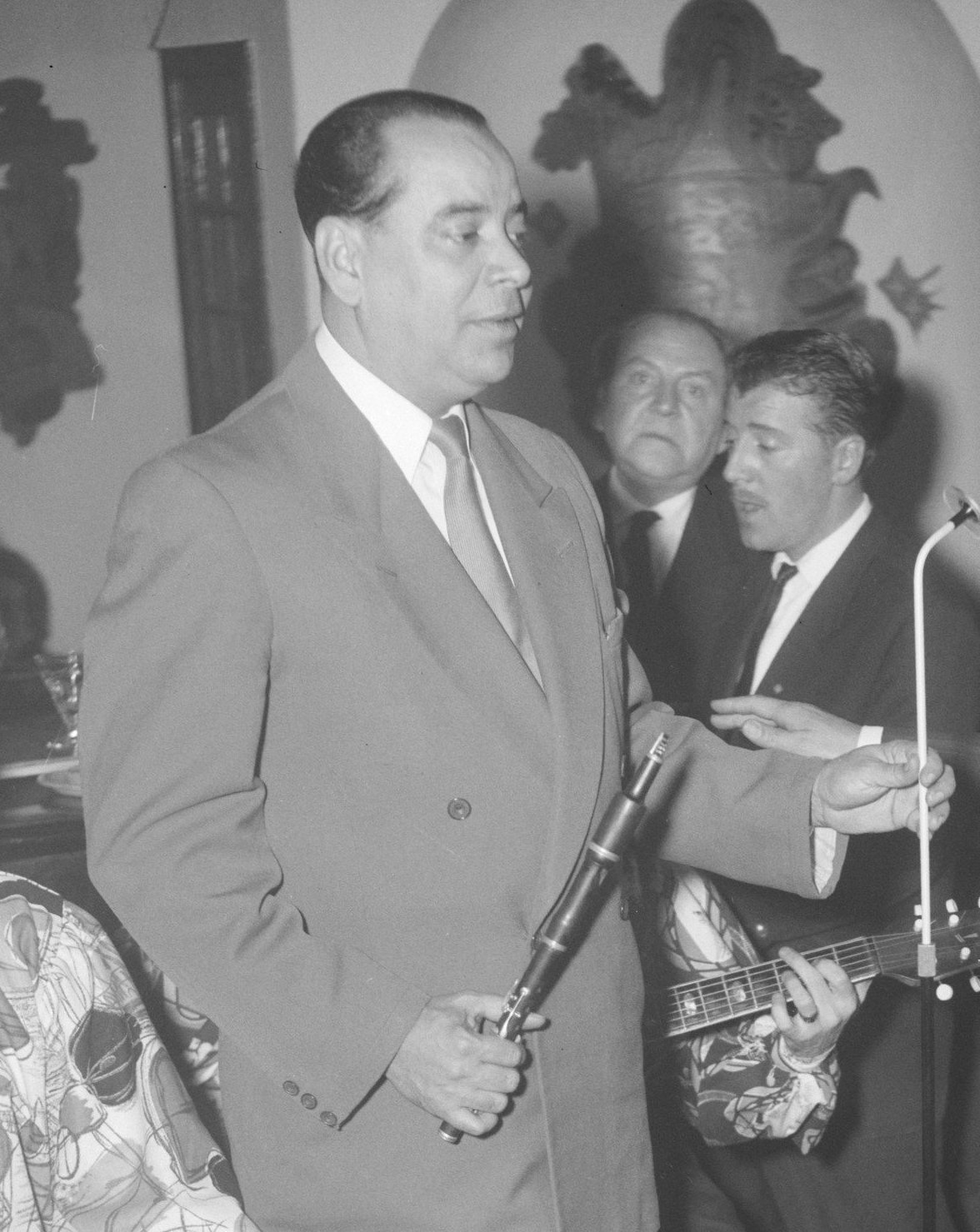
Max Woiski sr.
overleden in 1981

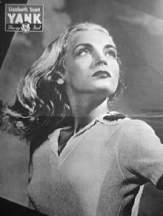
Lizabeth Scott
overleden in 2015

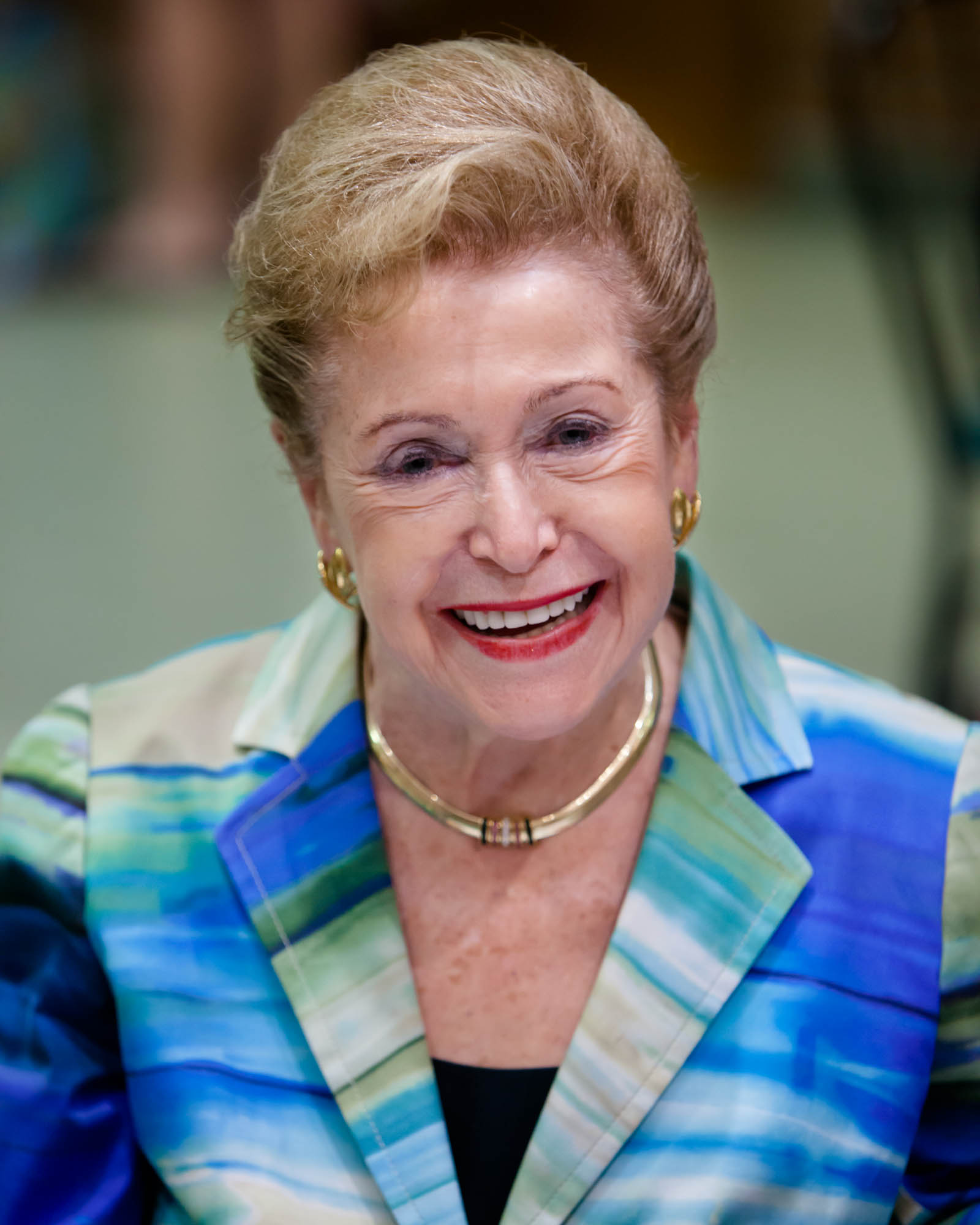
Mary Higgins Clark
overleden in 2020

- 876 - Emma van Altdorf (±68), Koningin-gemalin van het Frankische Rijk
- 1561 - Menno Simons (±64), katholiek priester en leidinggevend kerkhervormer
- 1580 - Hendrik van Portugal (68), kardinaal en koning van Portugal
- 1606 - Guy Fawkes (35), Brits militair; betrokkene bij het Buskruitverraad
- 1788 - Karel Eduard Stuart (67), Brits troonpretendent
- 1834 - Evert Maaskamp (65), Nederlands uitgever, boek- en prenthandelaar te Amsterdam
- 1888 - Giovanni Bosco (72), Italiaans priester en heilige, stichter van de Salesianen van Don Bosco
- 1914 - Casimiro Gennari (74), Italiaans curiekardinaal
- 1917 - Arthur Beier (36), Duits voetballer
- 1918 - Léon Houa (50), Belgisch wielrenner
- 1924 - Curt von Bardeleben (62), Duits schaker
- 1927 - Sybil Bauer (23), Amerikaans zwemster
- 1929 - Franklin Sumner Earle (72), Amerikaans mycoloog
- 1933 - John Galsworthy (65), Brits schrijver
- 1943 - Roque Ablan (36), Filipijns gouverneur en guerrillaleider
- 1954 - Vivian Woodward (74), Engels voetballer
- 1956 - A.A. Milne (74), Engels schrijver
- 1960 - Harry Blanchard (30), Amerikaans autocoureur
- 1970 - Abe Aaron (60), Canadees-Amerikaans jazz-klarinettist en -saxofonist
- 1972 - Mahendra (51), koning van Nepal
- 1974 - Pedro Benítez (74), Paraguayaans voetballer
- 1974 - Glenn Morris (61), Amerikaans atleet
- 1975 - Roelof Dijksma (79), Nederlands tjasker- en molenbouwer
- 1981 - Max Woiski sr. (69), Surinaams musicus
- 1984 - Ann Lovett (15), Iers scholier
- 1986 - Moderato Wisintainer (83), Braziliaans voetballer
- 1987 - Yves Allégret (81), Frans filmregisseur
- 1988 - Corry Vonk (86), Nederlands actrice
- 1993 - Frithjof Ulleberg (81), Noors voetballer
- 1994 - Dieudonné Guthy (82), Belgisch atleet
- 1996 - E.C.L. During Caspers (61), Nederlands archeologe
- 2001 - Renaat Braem (90), Vlaams-Belgisch architect
- 2001 - Gordon R. Dickson (77), Canadees schrijver
- 2002 - Karel Voous (81), Nederlands bioloog en hoogleraar
- 2003 - Werenfried van Straaten (90), Nederlands norbertijn
- 2005 - Nel Benschop (87), Nederlands dichteres
- 2007 - Lee Bergere (82), Amerikaans acteur
- 2007 - Kirka (56), Fins zanger
- 2007 - Milan Opočenský (75), Tsjechisch protestants theoloog
- 2007 - Adelaide Tambo (77), Zuid-Afrikaans politicus en antiapartheidsactivist
- 2009 - C.K. Nagesh (75), Indiaas Bollywoodacteur
- 2009 - Pieter Van den Bosch (81), Belgisch voetballer
- 2010 - Pierre Vaneck (78), Frans-Belgisch acteur
- 2011 - Günter Ludolf (56), Duits televisiepersoonlijkheid (Die Ludolfs)
- 2012 - Anthony Joseph Bevilacqua (88), Amerikaans kardinaal
- 2012 - Leslie Carter (25), Amerikaans zangeres
- 2012 - Erik De Clercq (68), Belgisch burgemeester
- 2012 - Mike Kelley (57), Amerikaans kunstenaar en muzikant
- 2012 - Fred Röhrig (84), Nederlands voetballer
- 2014 - Hans Hubertus Bühmann (92), Duits boswachter en Nedersaksisch staatspoliticus
- 2014 - Francis M. Fesmire (54), Amerikaans arts
- 2014 - Miklós Jancsó (92), Hongaars filmregisseur
- 2015 - Udo Lattek (80), Duits voetbaltrainer
- 2015 - Lizabeth Scott (92), Amerikaans actrice
- 2015 - Richard von Weizsäcker (94), Duits politicus, bondspresident van Duitsland (1984-1994)
- 2016 - Terry Wogan (77), Iers-Brits presentator
- 2017 - Alicia Corveleyn (112), oudste Belgische persoon
- 2017 - John Wetton (67), Brits gitarist en zanger
- 2018 - Piet Bleeker (89), Nederlands atleet
- 2018 - Rita Deneve (73), Belgisch zangeres en actrice
- 2018 - Ann Gillis (90), Amerikaans actrice
- 2018 - Hennie Hollink (86), Nederlands voetballer en voetbaltrainer
- 2018 - Leonid Kadenjuk (67), Oekraïens ruimtevaarder
- 2018 - Erwin de Vries (88), Surinaams kunstenaar
- 2019 - Harold Bradley (93), Amerikaans gitarist
- 2019 - Johnny Lion (77), Nederlands zanger en acteur
- 2020 - Mary Higgins Clark (92), Amerikaans misdaadschrijver
- 2021 - Wambali Mkandawire (68), Malawisch zanger
- 2021 - Michel Murr (88), Libanees politicus en zakenman
- 2021 - Justo Tejada (88), Spaans voetballer
- 2021 - Victor Ziga (75), Filipijns politicus
- 2022 - Pierre Bellon (92), Frans zakenman
- 2022 - Jiří Kyncl (59), Tsjechisch langebaanschaatser
- 2023 - Kadriye Nurmambet (89), Roemeens folklorist en volkszangeres
- 2024 - Flip Voets (74), Belgisch journalist

## Viering/herdenking

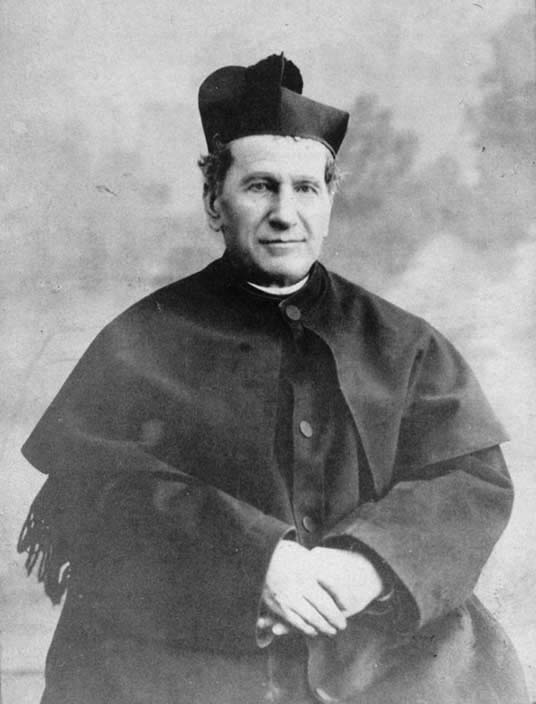
H. Johannes Bosco

- Nauru - Nationale feestdag (onafhankelijkheid in 1968)
- Dag van de Schooldirecteur
- Rooms-katholieke kalender:
  - Heilige Johannes Bosco († 1888) - Gedachtenis
  - Heilige Veronus van Lembeek († 863) - Gedachtenis (in Aartsbisdom Mechelen-Brussel)
  - Heilige Marcella (van Rome) († 410)
  - Heilige Franciscus Xaverius Bianchi († 1815)
  - Heilige Ulfia van Amiens († c. 750)
  - Heilige Aiden van Ferns († 632)
  - Heilige Abraham van Arbela († 632)
  - Zalige Emma († 876)
  - Zalige Maria Christina van Savoye († 1836)
  - Zalige Eusebius van Sankt Gallen († 884)
  - Zalige Ludovica van Albertoni († 1533)
- Imbolc

## Weerextremen

### Nederland
| | Officiële records | Officiële records | Officiële records |      | Landelijke records | Landelijke records | Landelijke records        |
| Gebeurtenis | Jaar              | Extreem           | Locatie           | Jaar | Extreem            | Locatie            |                           |
| --- | ----------------- | ----------------- | ----------------- | ---- | ------------------ | ------------------ | ------------------------- |
| Laagste etmaalgemiddelde temperatuur (°C) | 1956              | −9,0              | De Bilt           |      | 1940               | −12,3              | Eelde                     |
| Hoogste etmaalgemiddelde temperatuur (°C) | 1990, 2020        | 10,9              | De Bilt           |      | 2020               | 11,9               | Ell                       |
| Laagste minimumtemperatuur (°C) | 1956              | −13,2             | De Bilt           |      | 1956               | −15,2              | Twenthe                   |
| Hoogste minimumtemperatuur (°C) | 1990              | 9,2               | De Bilt           |      | 2020               | 10,5               | Arcen                     |
| Laagste maximumtemperatuur (°C) | 1956              | −4,7              | De Bilt           |      | 1940               | −9,8               | Eelde                     |
| Hoogste maximumtemperatuur (°C) | 2020              | 12,5              | De Bilt           |      | 1937               | 13,4               | Maastricht                |
| Hoogste uurgemiddelde windsnelheid (m/s) | 1953              | 22,6              | De Bilt           |      | 1953               | 28,3               | Eindhoven                 |
| Hoogste windstoot (m/s) | 1953              | 33,4              | De Bilt           |      | 1953               | 33,4               | De Bilt                   |
| Langste zonneschijnduur (uur) | 1911              | 8,2               | De Bilt           |      | 1987               | 8,5                | Maastricht, Twenthe       |
| Langste neerslagduur (uur) | 1953              | 13,5              | De Bilt           |      | 2004               | 15,4               | Hoogeveen                 |
| Hoogste etmaalsom van de neerslag (mm) | 1980              | 23,9              | De Bilt           |      | 2004               | 25,4               | Berkhout                  |
| Laagste etmaalgemiddelde relatieve vochtigheid (%) | 1956              | 61                | De Bilt           |      | 1943               | 56                 | Maastricht                |
| Laagste uurwaarde luchtdruk op zeeniveau (hPa) | 2015              | 977,2             | De Bilt           |      | 2015               | 974,9              | Eelde, Hoorn Terschelling |
| Hoogste uurwaarde luchtdruk op zeeniveau (hPa) | 1989              | 1044,1            | De Bilt           |      | 1989               | 1044,8             | Maastricht                |
| Officiële records worden altijd gemeten op het KNMI-weerstation in De Bilt. Landelijke records kunnen worden gemeten op elk officieel KNMI-weerstation in Nederland. |                   |                   |                   |      |                    |                    |                           |

Uitzonderlijke gebeurtenissen
- 1911 - Officieel maandrecord langste zonneschijnduur in uren van januari gemeten in De Bilt: 8,2
- 1987 - Landelijk maandrecord langste zonneschijnduur in uren van januari gemeten in Maastricht en Twenthe: 8,5

### België
Dagrecords
- 1954 - Laagste etmaalgemiddelde temperatuur −9,6 °C
- 1966 en 1975 - Hoogste etmaalgemiddelde temperatuur 10,6 °C
- 1954 - Laagste minimumtemperatuur −12,6 °C
- 1869 - Hoogste maximumtemperatuur 13,3 °C
- 1983 - Hoogste etmaalsom van de neerslag 24,4 mm

Uitzonderlijke gebeurtenissen
- 1995 - Natste januari-decade van de eeuw: 86,2 mm neerslag in tien dagen.
- 2002 - De laatste decade van januari is recordwarm met 9,1 °C.
- 2004 - Er worden windstoten waargenomen tot 108 km/u in Middelkerke. Op sommige plekken is er windschade.

<< · 1 · 2 · 3 · 4 · 5 · 6 · 7 · 8 · 9 · 10 · 11 · 12 · 13 · 14 · 15 · 16 · 17 · 18 · 19 · 20 · 21 · 22 · 23 · 24 · 25 · 26 · 27 · 28 · 29 · 30 · 31 · >>